# Illa de s'Espartar
Illa de s'Espartar es una pequeña isla deshabitada de la costa noroeste de la isla española de Ibiza. Está dentro del término municipal de San José. Es una de las islas más pequeñas del archipiélago balear. Se estima que este islote se separó de Ibiza hace unos 6000 años, al mismo tiempo que los islotes vecinos: la Isla Conejera y la Illa des Bosc.

## Fauna y flora
La tierra de la isla es rocosa y árida y alberga 131 especies, incluidos algunos arbustos raros endémicos. Esto incluye una planta de alfalfa con flores muy rara, la alfalfa arbórea. Es miembro de la familia de los guisantes y está en la lista roja de especies amenazadas. La isla también alberga arbustos y hierbas como el romero, el tomillo y la ruda. La fauna de la isla incluye una gran cantidad de conejos. También hay una subespecie  de lagartija ibicenca en la isla. También alberga una colonia del halcón de Eleonora, ave rapaz en peligro de extinción. También hay escarabajos y caracoles endémicos. Las aves incluyen gaviotas de pico rojo y cormoranes. También se encuentra la colonia más grande del Mediterráneo occidental del paíño europeo.